# Отделителна система
Отделителната система (на латински: Systema urinarium) извежда от кръвта отпадния продукт урея.
Бъбреците отделят с урината повече от 80 % от крайните продукти на обмяната на веществата. Образуваната в бъбреците урина се извежда от организма чрез пикочоотводните пътища. Възрастен индивид отделя средно дневно около 1700 ml урина.

## Анатомично устройство
Отделителната система е съставена от:
- два бъбрека – Бъбреците (на латински: Ren, renis) са чифтен орган. Разположени са в коремната кухина пред гръбначния стълб в специално място между мускулите. Имат форма на бобово зърно. Бъбрекът е малък с лесно запомнящи се размери 3х6х9 см. с тегло 150 гр. и 300 гр. за двата бъбрека.
- пикочоотвеждащи пътища, включващи:
- два уретера (пикочопровода)
- пикочен мехур
- два сфинктерни мускула
- уретра (пикочен канал)

## Физиология
След като организма си набави необходимите хранителни вещества от храната, в кръвта и дебелото черво остават отпадни продукти, отделяни от белите дробове, кожата и тънките черва. Отпадният продукт урея се извежда от кръвта благодарение на бъбреците, посредством малки филтриращи единици, наричани нефрони. От там урината преминава надолу по два тънки пикочопровода до пикочния мехур. Това става чрез непрекъснато съкращаване и отпускане на мускулите в стените на пикочопроводите. Пикочният мехур задържа урината, чрез два кръгли сфинктерни мускула, като постепенно се раздува. Той може да задържи до около 400 ml урина от 2 до 5 часа. Вътрешният и външният уретрален сфинктер (sphincter urethrae) се затварят плътно около отвора на пикочния мехур в пикочния канал. Чрез последния урината се извежда извън тялото.